# Essigella eastopi
Essigella eastopi är en insektsart som beskrevs av Thorwald Julius Sørensen 1994. Essigella eastopi ingår i släktet Essigella och familjen långrörsbladlöss. Inga underarter finns listade i Catalogue of Life.